# オーバーハスリ区

オーバーハスリの徽章

オーバーハスリ区（独: Amtsbezirk Oberhasli）は、2009年12月31日まで存在したベルン州の区（独: Amtsbezirk アムツベツァーク）であり、2010年1月1日以降、現在はインターラーケン＝オーバーハスリ区の一部である。区都はマイリンゲン。ハスリタールとハスリベルクの2つの地域に分けられる。6の自治体から構成されており、人口は7,771人（2008年12月31日現在）、面積は551.37 km²だった。

## 基礎自治体の一覧

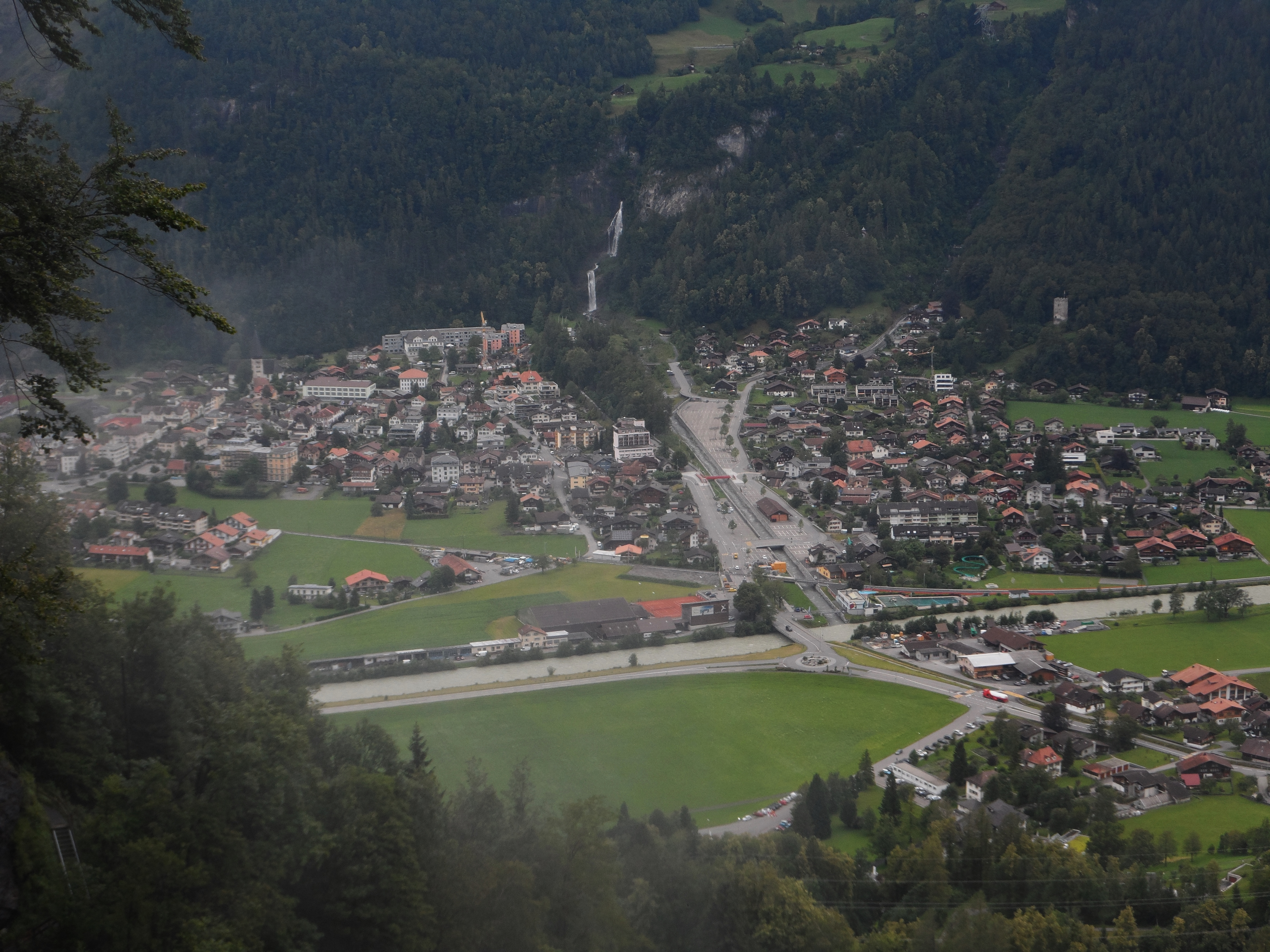
マイリンゲン
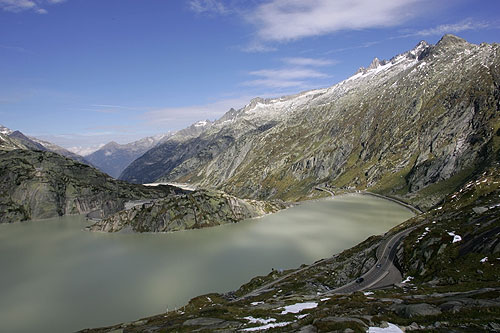
グッタンネン
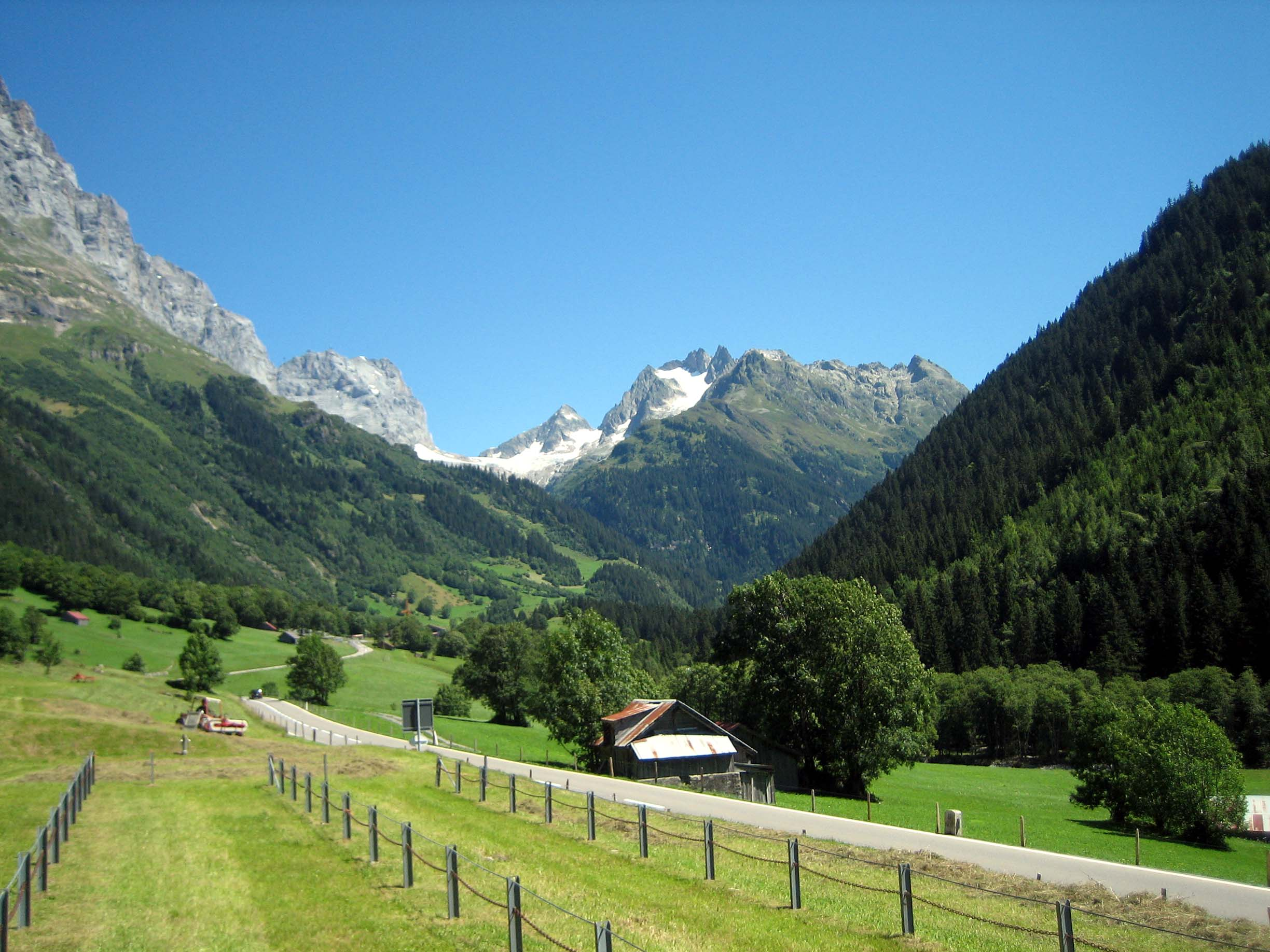
ガートメン
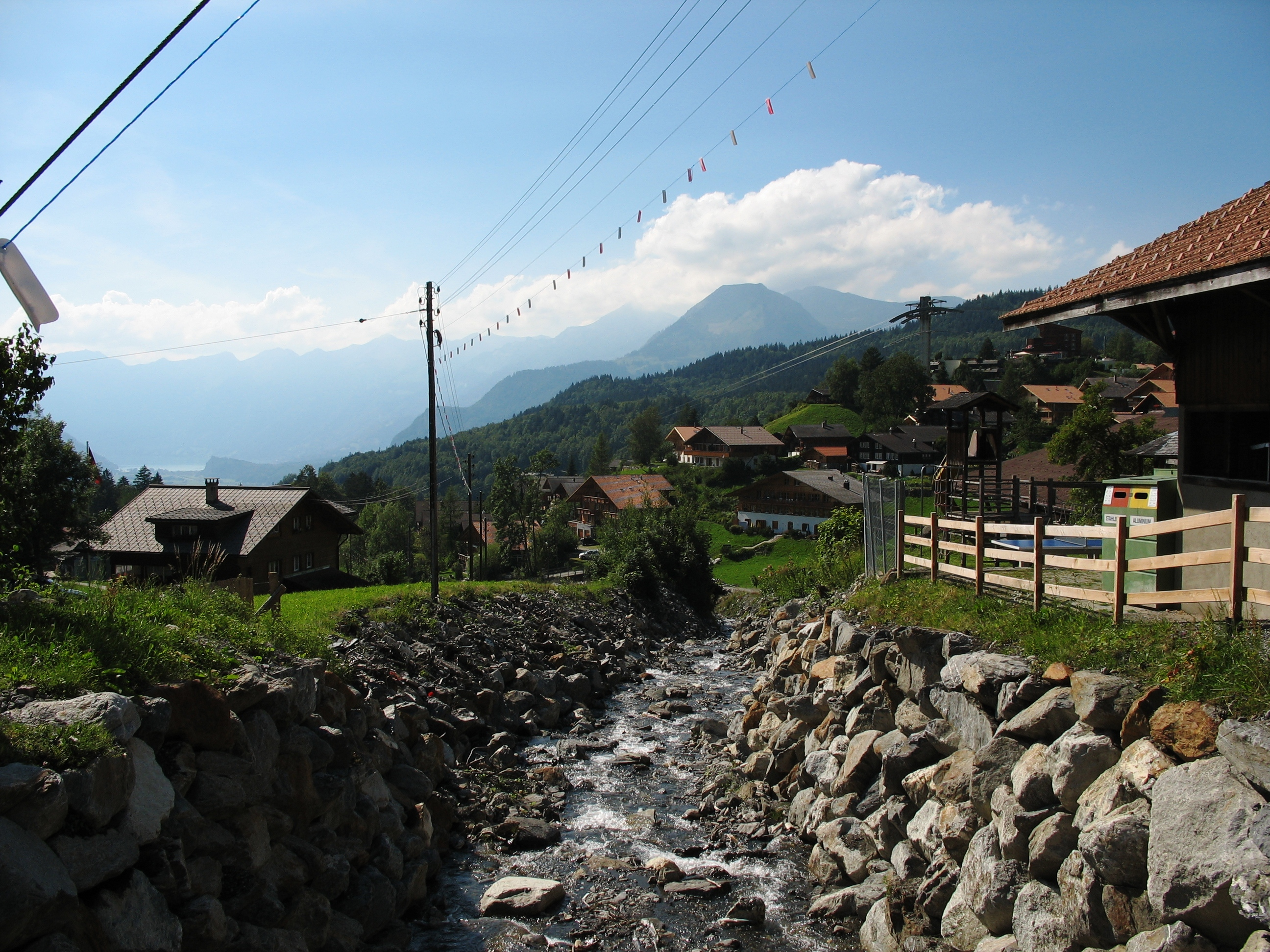
ハスリベルク

| 基礎自治体名                           | 人口 2008年 12月31日 | 面積 (km²) | 人口密度 (人/km²) | 郵便番号      |
| -------------------------------------- | -------------------- | ---------- | ----------------- | ------------- |
| マイリンゲン （Meiringen）             | 4489                 | 40.63      | 110               | CH-3860       |
| シャッテンハルプ （Schattenhalb）      | 609                  | 31.54      | 19                | CH-3860       |
| インナートキルヒェン （Innertkirchen） | 875                  | 120.20     | 7                 | CH-3862,3     |
| ガートメン （Gadmen）                  | 248                  | 116.41     | 2                 | CH-3863       |
| グッタンネン （Guttannen）             | 313                  | 200.85     | 2                 | CH-3864       |
| ハスリベルク （Hasliberg）             | 1237                 | 41.74      | 30                | CH-6083,4,5,6 |
| 合計 (6)                               | 7771                 | 551.37     | 14                |               |

## 基礎自治体の変遷

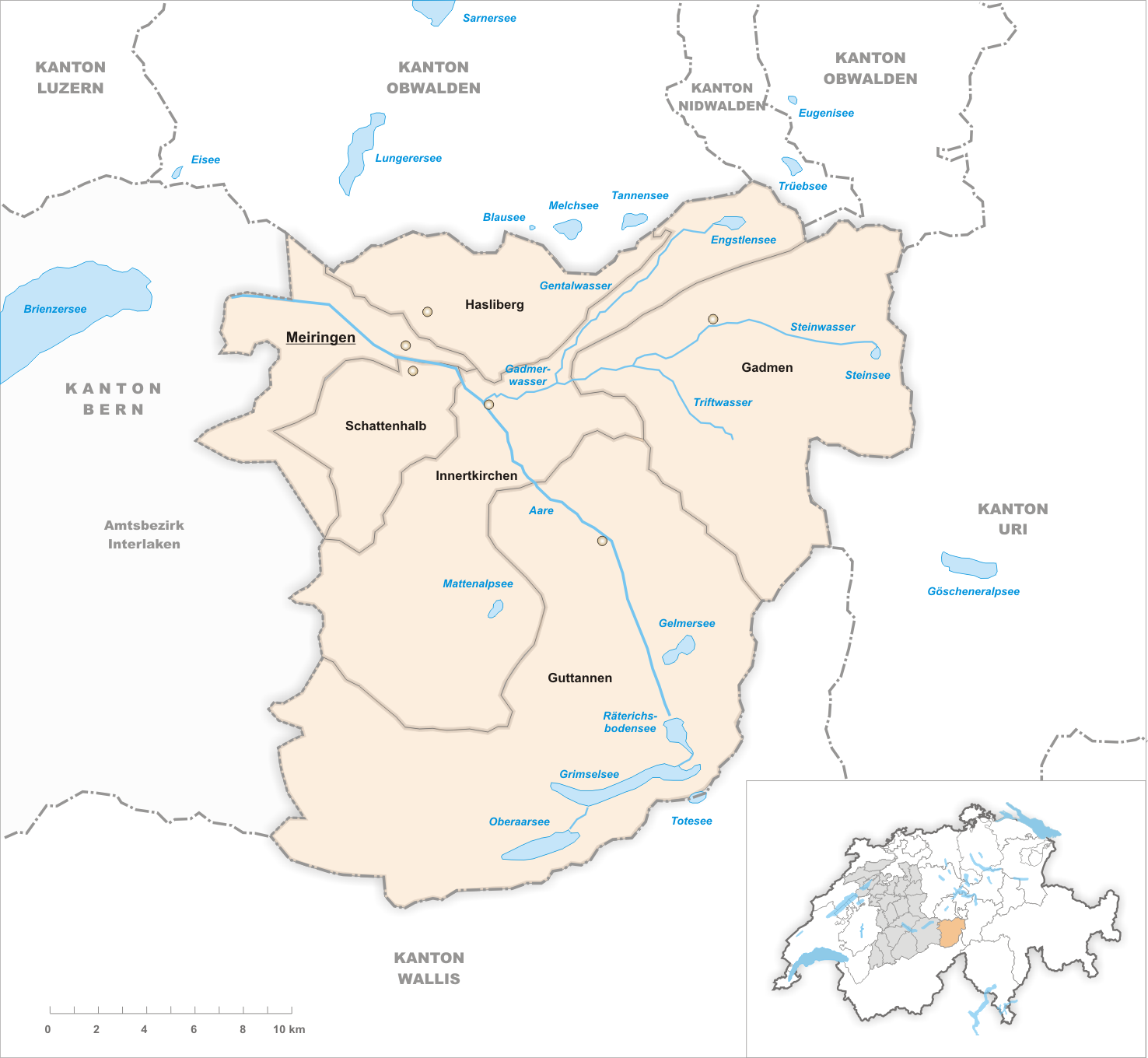
2009年までの基礎自治体

- 2010年: オーバーハスリ区とインターラーケン区が改組合併してインターラーケン＝オーバーハスリ区となる[2]。